# Elezioni comunali in Lombardia del 2000
Il 16 aprile 2000 (con ballottaggio il 30 aprile) in Lombardia si tennero le elezioni per il rinnovo di numerosi consigli comunali.

## Milano

### Corsico
| Candidati e Liste                    | Voti   | %      | Seggi |
| ------------------------------------ | ------ | ------ | ----- |
| Sergio Graffeo                       | 11.032 | 50,93  | -     |
| Democratici di Sinistra              | 5.716  | 29,57  | 12    |
| Insieme per Corsico                  | 2.305  | 11,93  | 4     |
| Socialisti Democratici Italiani      | 875    | 4,53   | 1     |
| Federazione dei Verdi                | 577    | 2,99   | 1     |
| Daniele Straniero                    | 8.448  | 39,00  | 1     |
| Forza Italia                         | 5.823  | 30,13  | 7     |
| Alleanza Nazionale                   | 1.540  | 7,97   | 2     |
| Rinascimento e Sviluppo              | 437    | 2,26   | -     |
| Giorgio Crepaldi                     | 1.284  | 5,93   | 1     |
| Partito della Rifondazione Comunista | 1.216  | 6,29   | -     |
| Fernando Uggeri                      | 899    | 4,15   | 1     |
| Lega Nord                            | 839    | 4,34   | -     |
| Totale alle liste                    | 19.328 | 100,00 | 27    |
| TOTALE                               | 21.663 | 100,00 | 30    |

### Desio
| Candidati e Liste                                      | Voti   | %      | Seggi |
| ------------------------------------------------------ | ------ | ------ | ----- |
| Salvatore Pugliese                                     | 10.721 | 48,92  | -     |
| Forza Italia                                           | 6.480  | 33,66  | 13    |
| Lega Nord                                              | 1.951  | 10,14  | 3     |
| Alleanza Nazionale                                     | 1.303  | 6,77   | 2     |
| Cristiani Democratici Uniti                            | 238    | 1,24   | -     |
| Centro Cristiano Democratico                           | 233    | 1,21   | -     |
| Luigi Mariani                                          | 7.395  | 33,74  | 1     |
| Democratici di Sinistra-Partito dei Comunisti Italiani | 2.681  | 13,93  | 4     |
| Partito Popolare Italiano                              | 1.749  | 9,09   | 2     |
| Partito della Rifondazione Comunista                   | 1.322  | 6,87   | 1     |
| Giampiero Mariani                                      | 2.755  | 12,57  | 1     |
| Desio 2000                                             | 2.394  | 12,44  | 2     |
| Michele Vitale                                         | 1.045  | 4,77   | 1     |
| I Democratici-Alleanza per Desio                       | 899    | 4,67   | -     |
| Totale alle liste                                      | 19.250 | 100,00 | 27    |
| TOTALE                                                 | 21.916 | 100,00 | 30    |

### Parabiago
| Candidati e Liste                                    | Voti   | %      | Seggi |
| ---------------------------------------------------- | ------ | ------ | ----- |
| Olindo Garavaglia                                    | 8.529  | 56,37  | -     |
| Forza Italia-Forze di Centro                         | 4.568  | 35,21  | 8     |
| Gente di Parabiago                                   | 1.064  | 8,20   | 2     |
| Parabiago Nuova                                      | 1.042  | 8,03   | 1     |
| Alleanza Nazionale                                   | 1.014  | 7,82   | 1     |
| Pietro Colombo                                       | 4.973  | 32,87  | 1     |
| Centrosinistra per Parabiago (DS-PDCI-I Democratici) | 3.029  | 23,35  | 4     |
| Partito della Rifondazione Comunista                 | 810    | 6,24   | 1     |
| Renato Morlacchi                                     | 1.628  | 10,76  | 1     |
| Lega Nord                                            | 1.445  | 11,14  | 1     |
| Totale alle liste                                    | 12.972 | 100,00 | 18    |
| TOTALE                                               | 15.130 | 100,00 | 20    |

### Segrate
| Candidati e Liste                           | Voti   | %      | Seggi |
| ------------------------------------------- | ------ | ------ | ----- |
| Bruno Colle                                 | 12.416 | 57,64  | -     |
| Forza Italia                                | 6.822  | 35,75  | 12    |
| Alleanza Nazionale                          | 2.204  | 11,55  | 4     |
| Forza Segrate                               | 1.077  | 5,64   | 2     |
| Polo per Segrate                            | 1.055  | 5,53   | 1     |
| Socialisti per Segrate                      | 263    | 1,38   | -     |
| Augusto Schieppati                          | 6.646  | 30,86  | 1     |
| Democratici di Sinistra                     | 3.134  | 16,42  | 5     |
| Partito della Rifondazione Comunista        | 1.006  | 5,27   | 1     |
| Federazione dei Verdi                       | 771    | 4,04   | 1     |
| Il Centro (Partito Popolare Italiano-Udeur) | 492    | 2,58   | -     |
| Angelo Zanoli                               | 871    | 4,04   | 1     |
| Energie Nuove                               | 792    | 4,15   | -     |
| Flavio Mario Zinni                          | 820    | 3,81   | 1     |
| Lega Nord                                   | 770    | 4,04   | -     |
| Chiara Tangari                              | 786    | 3,65   | 1     |
| Segrate Viva                                | 695    | 3,64   | -     |
| Totale alle liste                           | 19.081 | 100,00 | 26    |
| TOTALE                                      | 21.539 | 100,00 | 30    |

### Seregno
| Candidati e Liste                          | Voti   | %      | Seggi |
| ------------------------------------------ | ------ | ------ | ----- |
| Gianluigi Perego                           | 9.838  | 39,05  | -     |
| Per Seregno Democratica (DS-PPI-SDI-Verdi) | 8.494  | 37,93  | 18    |
| Mariateresa Viganò                         | 9.805  | 38,92  | 1     |
| Forza Italia                               | 6.921  | 30,90  | 6     |
| Alleanza Nazionale                         | 1.058  | 4,72   | 1     |
| Seregno Europea                            | 940    | 4,20   | -     |
| Giacinto Mariani                           | 2.984  | 11,84  | 1     |
| Lega Nord                                  | 2.716  | 12,13  | 1     |
| Giuseppe Anastasi                          | 1.404  | 5,57   | 1     |
| Cittadini per Seregno                      | 1.197  | 5,34   | -     |
| Giuseppina Minotti                         | 1.163  | 4,62   | 1     |
| Partito della Rifondazione Comunista       | 1.070  | 4,78   | -     |
| Totale alle liste                          | 22.396 | 100,00 | 26    |
| TOTALE                                     | 25.194 | 100,00 | 30    |

## Lodi

### Lodi
| Candidati e Liste                    | Voti   | %      | Seggi |
| ------------------------------------ | ------ | ------ | ----- |
| Aurelio Ferrari                      | 12.340 | 47,45  | -     |
| Democratici di Sinistra              | 4.672  | 21,47  | 13    |
| Partito Popolare Italiano            | 1.860  | 8,55   | 5     |
| Partito della Rifondazione Comunista | 1.023  | 4,70   | 2     |
| Alleanza per Lodi                    | 815    | 3,74   | 2     |
| Cento Paesi                          | 721    | 3,31   | 2     |
| Partito dei Comunisti Italiani       | 359    | 1,65   | -     |
| Socialisti Democratici Italiani      | 274    | 1,26   |       |
| Ernesto Capra                        | 12.008 | 46,17  | 1     |
| Forza Italia                         | 6.861  | 31,52  | 10    |
| Lega Nord                            | 2.004  | 9,21   | 3     |
| Alleanza Nazionale                   | 1.331  | 6,12   | 1     |
| Centro Cristiano Democratico         | 416    | 1,91   | -     |
| Andrea Cancellato                    | 894    | 3,44   | 1     |
| Socialisti Uniti e Indipendenti      | 764    | 3,51   | -     |
| Gianmario Invernizzi                 | 468    | 1,80   | -     |
| S.O.S. per Lodi                      | 420    | 1,93   | -     |
| Stefania Cristina Brocchi            | 299    | 1,15   | -     |
| Partito Umanista                     | 245    | 1,13   |       |
| Totale alle liste                    | 21.765 | 100,00 | 38    |
| TOTALE                               | 26.009 | 100,00 | 40    |

Fonte: Ministero dell'Interno

## Mantova

### Mantova
| Candidati e Liste                    | Voti   | %      | Seggi |
| ------------------------------------ | ------ | ------ | ----- |
| Gianfranco Burchiellaro              | 12.498 | 40,15  | -     |
| Democratici di Sinistra              | 5.937  | 24,08  | 15    |
| Lista Civica per Mantova             | 2.497  | 10,13  | 6     |
| Partito dei Comunisti Italiani       | 958    | 3,89   | 2     |
| Federazione dei Verdi                | 576    | 2,34   | 1     |
| Guido Benedini                       | 11.593 | 37,25  | 1     |
| Forza Italia                         | 4.668  | 18,94  | 6     |
| Alleanza Nazionale                   | 2.072  | 8,40   | 2     |
| Lega Nord                            | 1.240  | 5,03   | 1     |
| Centro Cristiano Democratico         | 776    | 3,15   | 1     |
| Pensionati Nord                      | 319    | 1,29   | -     |
| Sergio Cordibella                    | 4.455  | 14,31  | 1     |
| Uniti per Mantova                    | 1.906  | 7,73   | 2     |
| Partito della Rifondazione Comunista | 1.491  | 6,05   | 1     |
| Marco Simonazzi                      | 1.061  | 3,41   | 1     |
| Comitati Cittadini                   | 892    | 3,62   | -     |
| Giuliano Longfils                    | 760    | 2,44   | -     |
| Mantova Libera                       | 676    | 2,74   | -     |
| Claudio Gorni Verter                 | 758    | 2,44   | -     |
| Mantova Rinasce                      | 644    | 2,61   | -     |
| Totale alle liste                    | 24.652 | 100,00 | 37    |
| TOTALE                               | 31.125 | 100,00 | 40    |

Fonte: Ministero dell'Interno

## Pavia

### Pavia
| Candidati e Liste                    | Voti   | %      | Seggi |
| ------------------------------------ | ------ | ------ | ----- |
| Andrea Albergati                     | 21.770 | 46,38  | -     |
| Per Pavia                            | 7.420  | 18,78  | 11    |
| Democratici di Sinistra              | 6.085  | 15,40  | 9     |
| SDI - PRI                            | 2.346  | 5,94   | 3     |
| Partito dei Comunisti Italiani       | 998    | 2,53   | 1     |
| Giampaolo Chirichelli                | 19.453 | 41,44  | 1     |
| Forza Italia                         | 10.961 | 27,74  | 9     |
| Alleanza Nazionale                   | 3.452  | 8,74   | 2     |
| Lega Nord                            | 3.044  | 7,70   | 2     |
| Centro Cristiano Democratico         | 527    | 1,33   | -     |
| Vittorio Vaccari                     | 3.130  | 6,67   | 1     |
| Libera Pavia                         | 1.643  | 4,16   | -     |
| I Liberal Sgarbi                     | 602    | 1,52   | -     |
| Francesco Maurici                    | 1.533  | 3,27   | 1     |
| Partito della Rifondazione Comunista | 1.507  | 3,81   | -     |
| Luca Sforzini                        | 494    | 1,05   | -     |
| Giovane Pavia                        | 428    | 1,08   | -     |
| Giovanni Desigis                     | 400    | 0,85   | -     |
| Autonomisti per l'Europa             | 358    | 0,91   |       |
| Roberto Giuseppe Innocenti           | 158    | 0,34   | -     |
| Partito Umanista                     | 141    | 0,36   |       |
| Totale alle liste                    | 39.512 | 100,00 | 37    |
| TOTALE                               | 46.938 | 100,00 | 40    |

Fonte: Ministero dell'Interno

### Vigevano
| Candidati e Liste                    | Voti   | %      | Seggi |
| ------------------------------------ | ------ | ------ | ----- |
| Ambrogio Cotta Ramusino              | 17.664 | 48,54  | -     |
| Forza Italia                         | 10.365 | 31,56  | 13    |
| Lega Nord                            | 2.549  | 7,76   | 3     |
| Alleanza Nazionale                   | 1.998  | 6,08   | 2     |
| Centro Cristiano Democratico         | 487    | 1,48   | -     |
| Valerio Bonecchi                     | 11.423 | 31,39  | 1     |
| Per Vigevano                         | 10.760 | 32,76  | 7     |
| Gabriele Righi                       | 2.781  | 7,64   | 1     |
| Lista Righi                          | 2.430  | 7,40   | 1     |
| Roberto Guarchi                      | 1.849  | 5,08   | 1     |
| Partito della Rifondazione Comunista | 1.765  | 5,37   | -     |
| Emiangelo Vercesi                    | 1.805  | 4,96   | 1     |
| Giovane Vigevano                     | 1.688  | 5,14   | -     |
| Giuseppe Pomati                      | 578    | 1,59   | -     |
| I Liberal Sgarbi                     | 525    | 1,60   | -     |
| Walter Carena                        | 291    | 0,80   | -     |
| Fronte Nazionale                     | 274    | 0,83   | -     |
| Totale alle liste                    | 32.841 | 100,00 | 26    |
| TOTALE                               | 36.391 | 100,00 | 30    |

### Voghera
| Candidati e Liste                                                            | Voti   | %      | Seggi |
| ---------------------------------------------------------------------------- | ------ | ------ | ----- |
| Aurelio Torriani                                                             | 14.269 | 55,19  | -     |
| Forza Italia                                                                 | 8.769  | 38,50  | 13    |
| Lega Nord                                                                    | 1.924  | 8,45   | 3     |
| Alleanza Nazionale                                                           | 1.248  | 5,48   | 1     |
| Centro Cristiano Democratico                                                 | 667    | 2,93   | 1     |
| Antonella Dagradi                                                            | 9.997  | 38,67  | -     |
| Centrosinistra per Dagradi (PPI-SDI-Udeur-PRI)                               | 4.893  | 21,48  | 7     |
| Democratici di Sinistra-Partito dei Comunisti Italiani-Federazione dei Verdi | 2.578  | 11,32  | 3     |
| Partito della Rifondazione Comunista                                         | 1.202  | 5,28   | 1     |
| Leonardo Gallina                                                             | 751    | 2,90   | -     |
| Progetto Voghera                                                             | 715    | 3,14   | -     |
| Giovanni Valmori                                                             | 426    | 1,65   | -     |
| Voghera Duemila                                                              | 396    | 1,74   | -     |
| Claudio Cassulo                                                              | 247    | 0,96   | -     |
| Giovane Voghera                                                              | 227    | 1,00   | -     |
| Costantino Amiti                                                             | 165    | 0,64   | -     |
| Partito Pensionati                                                           | 157    | 0,69   | -     |
| Totale alle liste                                                            | 22.776 | 100,00 | 29    |
| TOTALE                                                                       | 25.855 | 100,00 | 30    |

## Varese

### Samarate
| Candidati e Liste             | Voti  | %      | Seggi |
| ----------------------------- | ----- | ------ | ----- |
| Ermanno Venco                 | 3.394 | 34,31  | -     |
| Forza Italia                  | 2.161 | 23,56  | 6     |
| Alleanza Nazionale            | 582   | 6,34   | 1     |
| Cristiani Democratici Uniti   | 300   | 3,27   | -     |
| Francesco Toniolo             | 2.232 | 22,57  | 1     |
| Centrosinistra                | 2.154 | 23,48  | 3     |
| Leonardo Tarantino            | 1.733 | 17,52  | 1     |
| Lega Nord                     | 1.659 | 18,09  | 4     |
| Luigino Portalupi             | 1.069 | 10,81  | 1     |
| Lista Samarate                | 996   | 10,86  | 1     |
| Renato Chilin                 | 981   | 9,92   | 1     |
| Per Samarate Città del 2000   | 856   | 9,33   | -     |
| Roberto Venturelli            | 482   | 4,87   | 1     |
| Ambiente Sviluppo Solidarietà | 465   | 5,07   | -     |
| Totale alle liste             | 9.173 | 100,00 | 15    |
| TOTALE                        | 9.891 | 100,00 | 20    |

### Somma Lombardo
| Candidati e Liste                    | Voti  | %      | Seggi |
| ------------------------------------ | ----- | ------ | ----- |
| Claudio Brovelli                     | 4.675 | 47,30  | -     |
| Democratici di Sinistra              | 1.149 | 13,56  | 4     |
| Partito della Rifondazione Comunista | 894   | 10,55  | 3     |
| Partito Popolare Italiano            | 766   | 9,04   | 3     |
| Partito dei Comunisti Italiani       | 540   | 6,37   | 2     |
| Luigi Peruzzotti                     | 4.211 | 42,61  | 1     |
| Forza Italia                         | 2.220 | 26,20  | 4     |
| Lega Nord                            | 1.042 | 12,30  | 1     |
| Alleanza Nazionale                   | 593   | 7,00   | 1     |
| Cristiani Democratici Uniti          | 212   | 2,50   | -     |
| Partito Socialista-Socialdemocrazia  | 94    | 1,11   | -     |
| Luigi Bollazzi                       | 514   | 5,20   | 1     |
| Insieme per Difendere Somma          | 492   | 5,81   | -     |
| Renato Leoni                         | 294   | 2,97   | -     |
| Lista Civica                         | 280   | 3,31   | -     |
| Giovanni Battista Calderoni          | 189   | 1,91   | -     |
| Lista Civica                         | 190   | 2,24   | -     |
| Totale alle liste                    | 8.472 | 100,00 | 18    |
| TOTALE                               | 9.883 | 100,00 | 20    |